# 憂なき男たちよ 快楽に浸かるがいい。
『憂なき男たちよ 快楽に浸かるがいい。』（うれいなきおとこたちよ かいらくにつかるがいい。 英題：Soak in your pleasure）は、2019年に制作されたR18+指定の日本映画。監督は松岡邦彦、脚本は金田敬、配給は新日本映像。同年8月9日から8月15日までシネロマン池袋で初公開、8月30日よりエクセス動画で配信開始。2020年に2月28日から3月5日まで上野オークラ劇場で上映。
2020年4月に開催されたピンク映画ベストテンで年間4位を獲得。

## ストーリー
地方の町で中学教師、銀行員、市役所職員だった男たちが多額の借金を残して次々「自殺」したとされる連続不審死事件が起きた。ルポライターの木嶋修は、片山美里という水商売の女が彼らと関わりがあると聞き、週刊誌の取材で現地に赴く。日中に独りで川浚いをしている妙な男を、木嶋が橋の上から眺めていると、キックボードに乗った女がやって来て、土手からその男に随分荒っぽい口をきき始める。タンクトップ、ショートパンツに子供用のリュックサックを背負った姿の彼女は、木嶋に気づいて控えめに微笑んでから去った。夕暮れになって、木嶋は片山美里の勤めるスナックを訪ねた。其処のママはもっと話を訊きたいならとオーダーを促してくる。ビールを飲みながらその話に耳を傾けるうちに、買い出しの袋を提げた店員らしき女がスナックの中に入って来た。彼女は木嶋をじろじろと見て「やあ、さっきの」と言う。昼間は遠巻きで判らなかった美貌に動転したのか、木嶋は片山美里の頭のてっぺんから脚の爪先まで目を遣るだけで殆ど言葉が出ない――。

## キャスト
片山美里
演 - 並木塔子
連続不審死事件の死者全員と関係があった疑惑の女。パブスナック「エリート」に勤め、常連になりそうな客の持ち物を「人質」と称して取り上げるのが常。うらぶれた三人の男たちと一軒家で暮らし、彼らを意のままに従わせている。
木嶋修
演 - 柳東史
事件の起きた町を取材で訪れたルポライター。当初は気乗りのしないゴシップ週刊誌の仕事と思っていた。美里と知り合ってからは彼女の自由奔放な言動と妖しい魅力に惹かれ、関係者の聞き取り調査を進めていく。
木嶋さと子
演 - 黒川すみれ
木嶋修と20歳ほど年の離れた若妻。子供を早く欲しがっているが、夫婦生活が淡泊でなかなか妊娠しない。取材で家に戻らない修の浮気を心配して苛立っている。
真中弥生
演 - しのざきさとみ
パブスナック「エリート」のママ。転んでも只では起きない性格。美里のことは嘘つきで男と金にだらしないけれども、人殺しなんてとても無理と言う。
長塚知良
演 - 太三
美里と暮らす、軽い知的障害のある男。美里が子供の頃に川へ落とした「宝箱」を探すのが日課で、夕方にがらくたを持ち帰っては美里の罵声を浴びる。
長塚知親
演 - 安藤ヒロキオ
美里と暮らす元料理人で、知良の弟。家では美里らの食事を用意する傍ら、ファミレスで働いている。美里からは「捨てたら殺すよ」と言われた仲。
原美好
演 - 小林節彦
美里と暮らす老人で、実は元亭主。昼は洗濯等をこなし、夜は長塚兄弟と車の中で眠る。年金が支給されると全額を美里に「貸して」いる。
緒方実
演 - 吉田祐建
「エリート」の常連だった電器屋。美里に金や家電を騙し取られて疎遠になったが、家電の代金だけは回収しようと美里の家を訪れる。

## スタッフ
- 監督　松岡邦彦
- 脚本　金田敬
- 企画　亀井戸粋人
- 撮影　村石直人
- 照明　多摩三郎
- 録音　大塚学
- 助監督　井上拓馬
- 編集　小泉剛
- 監督助手　増田秀郎
- 撮影助手　佐久間栄一、岡村亮
- スチール　本田あきら
- 現場応援　吉行由美
- 整音　Bias Technologist
- 仕上げ　東映ラボ・テック